# Funcție Lommel
În matematică, Funcția Lommel este soluția ecuației diferențiale Lommel, care de fapt este o ecuație diferențială Bessel neomogenă, de forma:
{\displaystyle z^{2}{\frac {d^{2}y}{dz^{2}}}+z{\frac {dy}{dz}}+(z^{2}-\nu ^{2})y=kz^{\mu +1}.}

## Funcțiile Lommel de o variabilă
Cazul cel mai comun este cel în care valoarea k = 1, iar soluțiile ecuației în acest caz sunt:
{\displaystyle y_{1}(z)=C1J_{\nu }(z)+C2Y_{\nu }(z)+s_{\mu ,\nu }^{(1)}(z)\,\!}
{\displaystyle y_{1}(z)=C1J_{\nu }(z)+C2Y_{\nu }(z)+s_{\mu ,\nu }^{(2)}(z)\,\!}
unde {\displaystyle s_{\mu ,\nu }^{(1)}(z)\,\!} și {\displaystyle s_{\mu ,\nu }^{(2)}(z)\,\!} sunt funcțiile lui Lommel, introduse de Eugen von Lommel, în 1880. De notat că funcția {\displaystyle s_{\mu ,\nu }^{(1)}(z)\,\!} se mai notează simplificat cu {\displaystyle s_{\mu ,\nu }(z)\,\!}, iar {\displaystyle s_{\mu ,\nu }^{(2)}(z)\,\!} cu {\displaystyle S_{\mu ,\nu }(z)\,\!}.
{\displaystyle s_{\mu ,\nu }^{(1)}(z)={\frac {1}{2}}\pi \left[Y_{\nu }(z)\int _{0}^{z}z^{\mu }J_{\nu }(z)\,dz-J_{\nu }(z)\int _{0}^{z}z^{\mu }Y_{\nu }(z)\,dz\right]}
{\displaystyle s_{\mu ,\nu }^{(2)}(z)=s_{\mu ,\nu }^{(1)}(z)-{\frac {2^{\mu -1}\Gamma ({\frac {1+\mu +\nu }{2}})}{\pi \Gamma ({\frac {\nu -\mu }{2}})}}\left(J_{\nu }(z)-\cos(\pi (\mu -\nu )/2)Y_{\nu }(z)\right)}
unde Jν(z) este funcția Bessel de speța I-a, iar Yν(z) funcția Bessel de speța a II-a. 

Funcțiile Lommel mai pot fi scrise sub forma:
{\displaystyle s_{\mu ,\nu }^{(1)}(z)=z^{\mu +1}{\frac {\displaystyle {}_{1}F_{2}(1;{\frac {1}{2}}(\mu -\nu +3),{\frac {1}{2}}(\mu +\nu +3);-{\frac {1}{4}}z^{2})}{(\mu +1)^{2}-\nu ^{2}}}}
{\displaystyle {\begin{aligned}s_{\mu ,\nu }^{(2)}(z)&=z^{\mu +1}{\frac {\displaystyle {}_{1}F_{2}(1;{\frac {1}{2}}(\mu -\nu +3),{\frac {1}{2}}(\mu +\nu +3);{\frac {1}{4}}z^{2})}{(\mu +1)^{2}-\nu ^{2}}}\\&+z^{-\nu }{\frac {2^{\mu +\nu -1}\Gamma (\nu )\Gamma \left({\frac {1}{2}}(\mu +\nu +1)\right)\displaystyle {}_{0}F_{1}(;1-\nu ;-{\frac {1}{4}}z^{2})}{\Gamma \left({\frac {1}{2}}(-\mu +\nu +1)\right)}}\\&+z^{\nu }{\frac {2^{\mu -\nu -1}\Gamma (-\nu )\Gamma \left({\frac {1}{2}}(\mu -\nu +1)\right)\displaystyle {}_{0}F_{1}(;1+\nu ;-{\frac {1}{4}}z^{2})}{\Gamma \left({\frac {1}{2}}(-\mu -\nu +1)\right)}}\\\end{aligned}}}
în care {\displaystyle \displaystyle {}_{1}F_{2}(a;b,c;d)\,\!} și {\displaystyle \displaystyle {}_{0}F_{1}(a;b;c)\,\!} sunt serii hipergeometrice generalizate.

## Relații funcționale pentru funcțiile de o variabilă
{\displaystyle s_{\mu +2,\nu }^{(1)}(z)=z^{\mu +1}-[(\mu +1)^{2}-\nu ^{2}]\,s_{\mu ,\nu }^{(1)}(z)}
{\displaystyle \left({\frac {d}{dz}}\right)\,s_{\mu ,\nu }^{(1)}(z)+\left({\frac {\nu }{z}}\right)\,s_{\mu ,\nu }^{(1)}(z)=(\mu +\nu -1)s_{\mu -1,\nu -1}^{(1)}(z)}
{\displaystyle \left({\frac {d}{dz}}\right)\,s_{\mu ,\nu }^{(1)}(z)-\left({\frac {\nu }{z}}\right)\,s_{\mu ,\nu }^{(1)}(z)=(\mu -\nu -1)s_{\mu -1,\nu +1}^{(1)}(z)}

## Funcțiile Lommel de două variabile
Funcția {\displaystyle U_{\nu }(w,z)\,\!} este o soluție particulară a ecuației diferențiale:
{\displaystyle {\frac {\partial ^{2}U}{\partial z^{2}}}-{\frac {1}{z}}{\frac {\partial U}{\partial z}}+{\frac {z^{2}U}{w^{2}}}=\left({\frac {w}{z}}\right)^{\mu -2}J_{\nu }(z)}
și este dată de relația:
{\displaystyle U_{\nu }(w,z)=\sum _{m=0}^{\infty }(-1)^{m}\left({\frac {w}{z}}\right)^{\nu +2m}J_{\nu +2m}(z)}
Funcția {\displaystyle V_{\nu }(w,z)\,\!} este o soluție particulară a ecuației diferențiale:
{\displaystyle {\frac {\partial ^{2}V}{\partial z^{2}}}-{\frac {1}{z}}{\frac {\partial V}{\partial z}}+{\frac {z^{2}V}{w^{2}}}=\left({\frac {w}{z}}\right)^{\mu }J_{-\nu +2}(z)}
și este dată de relația:
{\displaystyle V_{\nu }(w,z)=\cos \left[{\frac {1}{2}}\left(w+{\frac {z^{2}}{w}}+\nu \pi \right)\right]\,+\,U_{-\nu +2}(w,z)}

## Relații funcționale pentru funcțiile de două varabile
{\displaystyle 2{\frac {\partial }{\partial w}}U_{\nu }(w,z)=U_{\nu -1}(w,z)+\left({\frac {z}{w}}\right)^{2}U_{\nu +1}(w,z)}
{\displaystyle 2{\frac {\partial }{\partial w}}V_{\nu }(w,z)=V_{\nu +1}(w,z)+\left({\frac {z}{w}}\right)^{2}V_{\nu -1}(w,z)}